# 海蘇斯·桑契斯 (外野手)
海蘇斯·安立奎·桑契斯（西班牙語：Jesús Enrique Sánchez，1997年10月7日—），為美國職棒大聯盟的外野手，目前效力於休士頓太空人，先前曾效力於邁阿密馬林魚。他在2020年登上大聯盟。

## 職業生涯

### 坦帕灣光芒
2014年6月，桑契斯以國際自由球員身分加盟光芒。2018年，他被球隊加入40人名單。隔年他從2A出發。

### 邁阿密馬林魚
2019年7月31日，光芒將桑契斯和Ryne Stanek交易到馬林魚，換來尼克·安德森和Trevor Richards。
2020年8月21日，桑契斯登上大聯盟。2022年5月30日，桑契斯打出了一支496英尺的全壘打，這是庫爾斯球場自2019年以來最遠的全壘打。

## 外部連結
- 球員資訊和成績在MLB ，ESPN ，Retrosheet ，Baseball Reference ，Baseball Reference (Minors) ，Fangraphs （英文）